# Estado de emergência na Venezuela em 2016
O estado de emergência na Venezuela em 2016 foi declarado em 13 de maio de 2016 pelo presidente Nicolás Maduro. Os detalhes desta situação de emergência não foram explicados por Maduro, porém ele mencionou uma conspiração dentro do país e pela OPEP e pelos Estados Unidos para derrubar o governo de Caracas. O último estado de emergência ocorreu em 2015 devido a problemas próximos da fronteira colombiana, resultando na suspensão das garantias constitucionais e na crise Venezuela-Colômbia.

## Justificativa
Maduro acusou os Estados Unidos de fomentar um golpe encoberto contra seu governo. Em 13 de maio, a televisão estatal transmitiu um comunicado de Maduro dizendo: "Washington está ativando medidas a pedido da direita fascista da Venezuela, que está mais encorajada pelo golpe no Brasil". De acordo com a opinião de Maduro, o processo de impeachment contra presidente do Brasil Dilma Rousseff seria uma sinal indicando que ele seria o próximo.
A oposição venezuelana, no entanto, pretende revogar o mandato de Maduro associando o seu governo as más condições do país, como a escassez de alimentos e medicamentos, os cortes de energia, os saques e o aumento da taxa de inflação, somado as alegações de corrupção, tráfico de drogas e violação de direitos humanos.